# Cureten

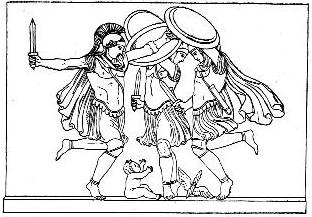
Dans van de Cureten rondom het kind Zeus.

De Cureten (Oudgrieks: Κουρῆτες, Kourễtes) waren in de Griekse mythologie een soort priesters, dienaars van Rheia-Cybele, die, bij de geboorte van Zeus, toen het kind om de wreedheid van zijn vader op Kreta verborgen was, rondom zijn wieg heilige wapendansen moesten uitvoeren en door het tegen elkaar slaan van hun zwaarden en schilden te beletten, dat Cronus zijn geschreeuw kon horen. Het zijn daimonische wezens, evenals de Dactylen en de Korybanten die steeds in de omgeving van Rheia-Cybele worden aangetroffen, waarschijnlijk een eigenaardige personificatie van de met bliksem en donder bezwangerde wolken, die zich als een wacht van gedruis makende geesten schaart om de wieg van de god van de heldere hemel, die over regen en bliksem gebiedt. Zij golden naderhand als de uitvinders van de pyrrhiche, de krijgsdans, die zij om de wieg van Zeus zouden hebben uitgevoerd. Ook zij heten evenals de Corybanten uit de aarde ontstaan te zijn, en wel nadat deze rijkelijk met regen was gedrenkt.

## Antieke bronnen
- Apollodorus, Bibliotheca I 1.6–7, 8.3; II 1.3.
- Callimachus, Hymne voor Zeus 51.
- Dionysius van Halicarnassus, Antiquitates Romanae II 22.2.
- Diodoros van Sicilië, Bibliotheca historia V passim.
- Nonnus van Panopolis, Dionysica XIII 155.
- Ovidius, Metamorphosen IV 282; VIII 153.
- Strabo, Geographika X 3.19.
- Vergilius, Georgica IV 151.